# Рениер
Ре́ниер Луа́н де Оливе́йра Дамасе́но (порт. Renyer Luan De Olivera Damasceno; родился 12 июля 2003, Рио-де-Жанейро) — бразильский футболист, нападающий.

## Биография
Уроженец Рио-де-Жанейро, Рениер выступал за футзальные команды «Флуминенсе» и «Фламенго». В 2013 году стал игроком молодёжной команды «Сантоса». 20 декабря 2019 года подписал свой первый профессиональный контракт с клубом.
30 января 2020 года дебютировал в основном составе «Сантоса» в матче Лиги Паулиста против «Интернасьонал Лимейра» в возрасте 16 лет и 206 дней, став пятым в списке самых молодых игроков в истории «Сантоса».
В марте 2020 года во время тренировок в составе сборной Бразилии до 17 лет получил серьёзную травму колена, из-за которой пропустил шесть месяцев.
26 января 2021 года дебютировал в бразильской Серии A, выйдя на замену Маркосу Леонардо в матче против «Атлетико Минейро».
Выступал за сборные Бразилии до 15 лет и до 17 лет.